# I Dreamed a Dream (canción)
I dreamed a dream es una canción del musical de 1980 de Los miserables. Es un solo que es cantado por el personaje Fantine durante el primer acto. La música es de Claude-Michel Schönberg, con orquestaciones de John Cameron. La letra en inglés es de Herbert Kretzmer, basada en el libreto original en francés de Alain Boublil y Jean-Marc Natel de la producción original en francés.
La canción es un lamento, cantada por la angustiada Fantine, que acaba de ser despedida de su trabajo en la fábrica y arrojada a la calle. Piensa en días más felices y se pregunta todo lo que ha ido mal en su vida. La canción se toca normalmente en la tonalidad de mi bemol mayor con el coro final en fa mayor. La canción también se ha convertido en un estándar de jazz.
En el musical de 1985, la canción ocurre después del despido de Fantine y antes de "Lovely Ladies". En la producción francesa original y la adaptación cinematográfica de 2012, estos dos números musicales se intercambian para poner un énfasis dramático en el deprimente descenso de Fantine a la prostitución.
La canción francesa original fue ampliamente reescrita para la producción inglesa por Herbert Kretzmer, agregando el prólogo (Hubo un tiempo...) y cortando las últimas líneas que se convirtieron en el final de "Lovely Ladies" ("¿No saben que '¿Estás haciendo el amor con alguien que ya está muerto?'). Para el renacimiento francés en 1991, la canción se tradujo libremente de la versión en inglés; por lo tanto, hay dos versiones francesas muy diferentes de la canción.

## Historia
La canción, tal como apareció en la producción original de París de 1980, se titulaba J'avais rêvé d'une autre vie ("Había soñado con otra vida") y originalmente fue cantada por Rose Laurens. La primera producción en inglés de Les Misérables se estrenó en el West End de Londres en octubre de 1985, con el papel de Fantine interpretado por Patti LuPone. Más tarde incluiría la canción en su álbum de 1993 Patti LuPone Live!
Cuando el musical hizo su debut en Broadway en la ciudad de Nueva York en marzo de 1987, Fantine fue interpretada por Randy Graff. Laurie Beechman interpretó el papel en la producción original de gira por Estados Unidos en 1988 y luego en Broadway en 1990. Ese año incluyó la canción en su álbum Listen to My Heart. Debra Byrne cantó la canción en Complete Symphonic Recording. Ruthie Henshall la cantó en la grabación del concierto del décimo aniversario (1995). Un renacimiento de Broadway en 2006 contó con Daphne Rubin-Vega (2006–07), Lea Salonga (2007) y Judy Kuhn (2007–08). Lea Salonga la cantó para el Concierto del 25 Aniversario en Londres (2010).
El programa y la canción se han traducido a 21 idiomas, incluidos japonés, hebreo, islandés, noruego, checo, polaco, español y estonio, y se han realizado 31 grabaciones del elenco con la canción. La versión del elenco de Londres es Triple Platino en el Reino Unido, con ventas de más de 900.000, y Platino en los EE. UU., con ventas de más de un millón. La versión del elenco de Broadway es Cuádruple Platino en los EE. UU. (más de cuatro millones vendidos), donde otras cuatro versiones también se han convertido en Oro.

## Covers
Numerosos cantantes populares han grabado versiones de "I Dreamed a Dream". Neil Diamond grabó la canción para su álbum en vivo de 1987 Hot August Night II y lanzó la canción como sencillo. Alcanzó el no. 13 en la lista Billboard Adult Contemporary de EE. UU. en noviembre de 1987 y en el n. 90 en la lista de singles del Reino Unido. La versión de Diamond presenta una alteración lírica al final de la canción; en lugar de "Ahora la vida ha matado el sueño que soñé", Diamond canta, "Pero la vida no puede matar el sueño que soñé".
Otros cantantes masculinos que han grabado la canción incluyen al cantante de rock David Essex en su álbum Center Stage de 1987,[10] la estrella de Phantom of the Opera Michael Crawford en su álbum de 1987 The Phantom Unmasked y en su lanzamiento de 1992 With Love, Evita de LuPone coprotagonizó Mandy Patinkin en su álbum Experiment de 1994 y la estrella de teatro británica Michael Ball (Marius en la producción original de Londres de Los Miserables) en su álbum de 1996 The Musicals.
En 1990, la banda de noise rock Steel Pole Bath Tub lanzó la canción como sencillo de 7" con una versión de "Sweet Young Thing Ain't Sweet No More" de Melvins en el lado A. En 1991, Aretha Franklin incluyó una versión de la canción en su álbum What You See is What You Sweat. Aunque no se lanzó como single, Franklin ha interpretado la canción en varios lugares, incluida la celebración inaugural de 1993 del presidente de los Estados Unidos, Bill Clinton.
En la película The Commitments (1991), una de las chicas que audicionan para la banda titular canta "I Dreamed a Dream" como su canción de audición.
Como parte de la competencia de canto teatral chino Super-Vocal transmitida por China HunanTV, dos competidores masculinos, Li Qi y Gao Tianhe, hicieron una versión de esta canción.
Cantantes como Susan Boyle, Elaine Paige, Katherine Jenkins, Kika Edgar, Petula Clark, Tomomi Kahala entre muchas otras, han hecho su propia versión de la canción. Anne Hathaway la cantó en vivo en la película Les Miserables de 2012, lo que le valió un Oscar a la mejor actriz de reparto.

## Enlaces
1. Los Miserables - I dreamed a dream (Subtitulado al español) Anne Hatthaway
2. Ruthie Henshall - I Dreamed A Dream
3. Susan Boyle I Dreamed a Dream (spanish subtitles - subtítulos español)